# Baoshiqiao Shuiku
Baoshiqiao Shuiku (kinesiska: 宝石桥水库) är en reservoar i Kina. Den ligger i provinsen Sichuan, i den sydvästra delen av landet, omkring 380 kilometer öster om provinshuvudstaden Chengdu. Baoshiqiao Shuiku ligger 481 meter över havet. Arean är 0,29 kvadratkilometer. Trakten runt Baoshiqiao Shuiku består till största delen av jordbruksmark. Den sträcker sig 0,7 kilometer i nord-sydlig riktning, och 0,9 kilometer i öst-västlig riktning.
Genomsnittlig årsnederbörd är 1 674 millimeter. Den regnigaste månaden är september, med i genomsnitt 303 mm nederbörd, och den torraste är januari, med 11 mm nederbörd.